# Cerro Shamrock
El Cerro Shamrock (en inglés: Shamrock Hill) es un cono volcánico prominente situado al noroeste de la punta Irving en la parte este de la isla Visokoi, islas Sandwich del Sur. Fue llamado así por el reconocimiento efectuado del HMS Protector porque ocuparon esta función como estación de sondeo en el Día de San Patricio, el 17 de marzo de 1964.
La isla nunca fue habitada ni ocupada, y como el resto de las Sandwich del Sur es reclamada por el Reino Unido que la hace parte del territorio británico de ultramar de las Islas Georgias del Sur y Sandwich del Sur, y por la República Argentina, que la hace parte del departamento Islas del Atlántico Sur dentro de la provincia de Tierra del Fuego, Antártida e Islas del Atlántico Sur.